# شريط تقدم

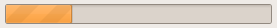
مثال على شريط التقدم

شريط تقدم متحرك بسيط

شريط التقدم أو شريط الحالة هو عنصر تحكم رسومي يستخدم لتصور تقدم عملية الحاسوب الممتدة، مثل التنزيل أو نقل الملفات أو التثبيت. في بعض الأحيان، يكون الرسم مصحوبًا بتمثيل نصي للتقدم بتنسيق النسبة المئوية. يمكن أيضًا اعتبار المفهوم ليشمل «أشرطة التشغيل» في مشغلات الوسائط التي تتعقب الموقع الحالي في مدة ملف الوسائط.
التطوير الأحدث هو شريط التقدم غير المحدد، والذي يستخدم في المواقف التي يكون فيها مدى المهمة غير معروف أو لا يمكن تحديد تقدم المهمة بطريقة يمكن التعبير عنها كنسبة مئوية. يستخدم هذا الشريط الحركة أو بعض المؤشرات الأخرى لإظهار أن التقدم يحدث، بدلاً من استخدام حجم الجزء المملوء لإظهار المقدار الإجمالي للتقدم، مما يجعله أشبه بخفقان أكثر من شريط تقدم. هناك أيضًا مؤشرات تقدم غير محددة، وهي ليست على شكل شريط.